# Mozilla Fennec
Fennec este numele unui navigator de internet dedicat telefoanelor mobile și terminalelor mici, creat de Fundația Mozilla.
Fennec este bazat pe Firefox dar interfața grafică este complet re-gândită și introduce o serie de noi idei. Folosește metode de interacționare bazate pe touchscreen (sau cursor pentru terminale fără touchscreen) în loc de acțiuni bazate pe mouse. Unele plug-inuri displonibile pentru Firefox funcționează și cu Fennec.

## Nume
Numele navigatorului vine de la vulpea Fennec, o vulpe mică de deșert (așa cum Fennec este o versiune mai mică a Firefox).

## Platforme
Versiunea beta este disponibilă în momentul de față pentru terminalele Nokia N800 / Nokia N810 bazate pe Nokia Maemo. Versiunea alpha este displonibilă și pentru Windows Mobile. Se depun eforturi pentru a crea o versiune pentru Symbian OS. 
Fennec este disponibil și pentru platforme PC, pe Microsoft Windows, Mac OS X și unlele distribuții Linux